# Cá trích Thái Bình Dương
Cá trích Thái Bình Dương, tên khoa học Clupea pallasii, là một loài cá trích thuộc họ Cá trích có liên quan với môi trường Thái Bình Dương của Bắc Mỹ và Đông Bắc Á. Loài cá này phân bố rộng rãi dọc theo bờ biển California từ Baja California về phía bắc Alaska và biển Bering, ở châu Á thì phạm vi phân bố nằm ở phía nam Nhật Bản. Clupea pallasii đôi khi được coi là một loài yếu tố quyết định vì nó có khả năng sinh sản rất cao và tương tác với một số lượng lớn các loài săn mồi và con mồi. Theo các nguồn tin chính phủ, ngành thủy sản đánh bắt cá trích Thái Bình Dương suy sụp trong năm 1993, và đang dần hồi phục khả năng thương mại trong khu vực Bắc Hoa Kỳ. Loài này được đặt tên theo Peter Simon Pallas, một nhà tự nhiên và thám hiểm nổi bật Đức.

## Hình ảnh

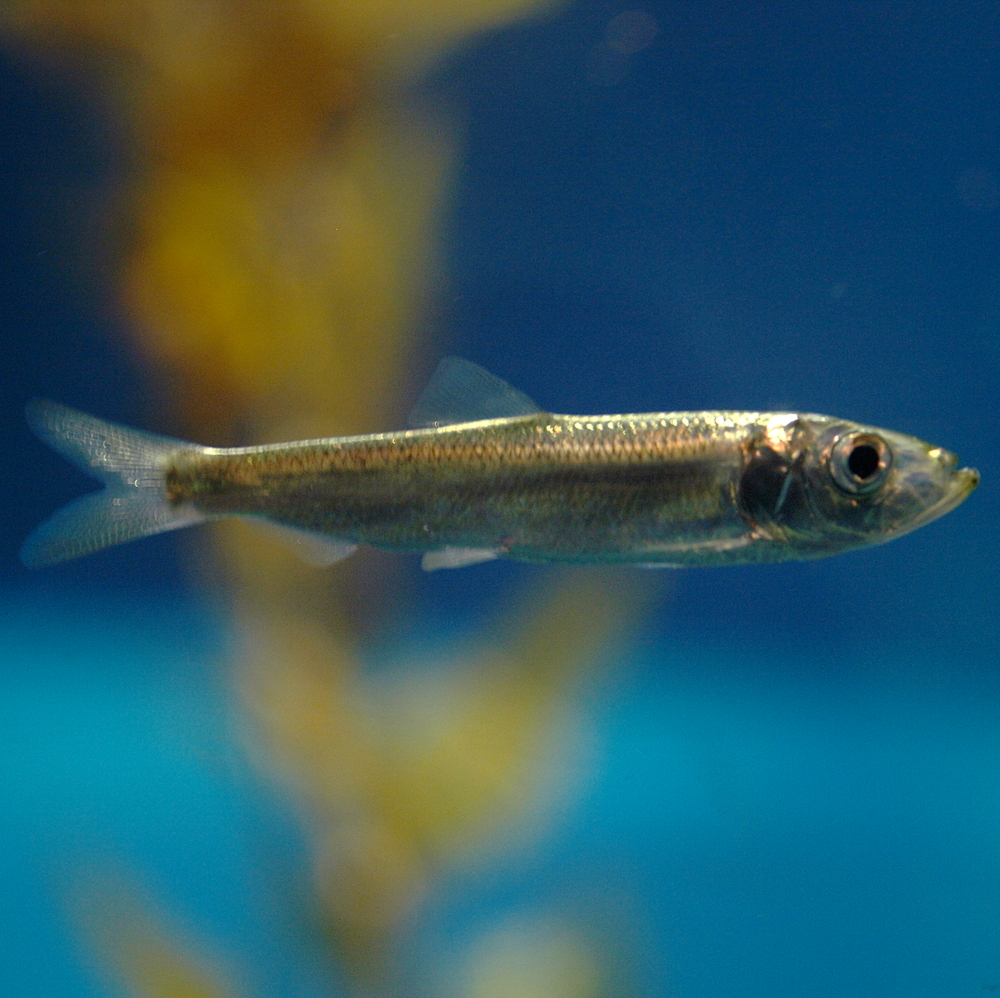
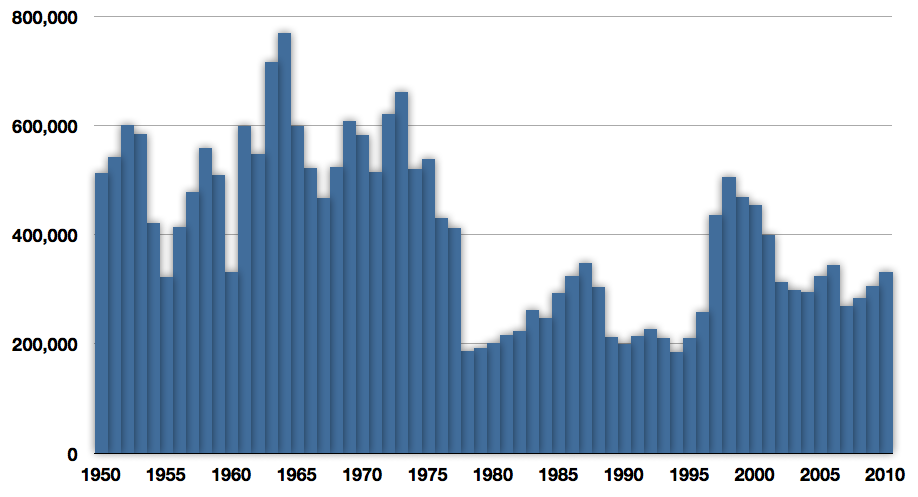
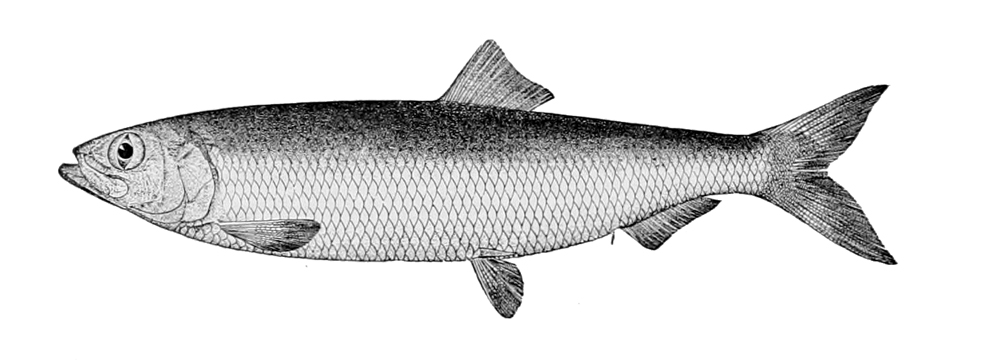
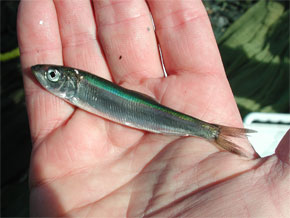